# 경제 언론
경제 언론은 비즈니스, 경제 및 금융 활동과 사회에서 일어나는 변화를 추적, 기록, 분석 및 해석하는 언론 분야이다. 주제는 경제 와 관련된 모든 상업 활동의 전체 범위를 광범위하게 다룬다.
언론의 이 영역은 비즈니스 부문과 관련된 사람, 장소 및 문제에 대한 뉴스 및 특집 기사를 제공한다. 대부분  신문, 잡지, 라디오 및 텔레비전 뉴스 쇼에는 비즈니스 부문이 포함된다. 상세하고 심도 있는 비즈니스 언론은 특히 비즈니스 및 금융 언론을 전문으로 하는 출판물, 라디오 및 TV 채널에 나타날 수 있다.
경제 언론은 잘 알려진 무역 가족이 서로 의사 소통할 수 있도록 중세 시대에 시작되었다.
이 지점에서 일하는 언론인은 "경제 저널리스트"로 분류된다. 그들의 주요 임무는 비즈니스와 관련된 현재 이벤트에 대한 정보를 수집하는 것이다. 그들은 또한 비즈니스의 프로세스, 추세, 결과 및 중요한 사람들을 다루고 모든 유형의 대중 매체를 통해 작업을 전파할 수 있다.
경제 언론은 대부분의 선진국에서 흔히 볼 수 있지만 제3세계 와 개발도상국에서는 역할이 매우 제한적이다. 이로 인해 그러한 국가의 시민들은 지역적으로나 국제적으로 매우 불리한 위치에 놓이게 된다.  이들 국가에 비즈니스 미디어를 제공하려는 최근의 노력은 가치가 있는 것으로 입증되었다.